# McLaren MP4/12
McLaren MP4/12 — гоночный автомобиль, разработанный конструктором Нилом Оутли для команды McLaren для участия в сезоне Формулы-1 1997 года. Машину пилотировали Мика Хаккинен и Дэвид Култхард.

## История
Тестовые экземпляры автомобиля были выкрашены в ярко-оранжевый цвет, как воспоминание об автомобилях эры Брюса Макларена. В гонках болиды участвовали в новой, серебристой раскраске, что знаменовало титульные цвета главного спонсора табачного бренда West. Кроме того, начиная с 1997 года, со сменой титульного спонсора индекс "MP4" стал означать "McLaren Project 4" (вместо "Marlboro Project 4).
Одержав победу в первой же гонке на Гран-при Австралии 1997 (Култхард), машина показала свой потенциал, но из-за проблем с надежностью техники (в основном — двигателя), команда не досчиталась множества очков и, возможно побед. Тем не менее команде удалось одержать ещё 2 победы: Култхард победил в Монце, а Хаккинен одержал первую победу в карьере в заключительной гонке сезона в Хересе.
В Кубке конструкторов команда, как и годом ранее, заняла 4-е место.

## Результаты гонок
| Год  | Команда               | Двигатель                    | Шины | Пилоты   | АВС | БРА | АРГ  | САН  | МОН  | ИСП | КАН  | ФРА  | ВЕЛ  | ГЕР  | ВЕН  | БЕЛ  | ИТА | АВТ  | ЛЮК  | ЯПО | ЕВР | Место | Очки |
| ---- | --------------------- | ---------------------------- | ---- | -------- | --- | --- | ---- | ---- | ---- | --- | ---- | ---- | ---- | ---- | ---- | ---- | --- | ---- | ---- | --- | --- | ----- | ---- |
| 1997 | West McLaren Mercedes | Mercedes-Benz FO110E (F) V10 | G    | Хаккинен | 3   | 4   | 5    | 6    | Сход | 7   | Сход | Сход | Сход | 3    | Сход | ДСК  | 9   | Сход | Сход | 4   | 1   | 4     | 63   |
| 1997 | West McLaren Mercedes | Mercedes-Benz FO110E (F) V10 | G    | Култхард | 1   | 10  | Сход | Сход | Сход | 6   | 7    | 7    | 4    | Сход | Сход | Сход | 1   | 2    | Сход | 10  | 2   | 4     | 63   |

| Легенда к таблице |                                                                    |
| --- | ------------------------------------------------------------------ |
| В таблице перечислены результаты всех Гран-при Формулы-1, в которых использовался автомобиль. Строками таблицы являются сезоны, столбцами — этапы чемпионата мира. В каждой клетке указаны сокращённое название этапа и результат, дополнительно обозначенный цветом. Расшифровка обозначений и цветов представлена в нижеследующей таблице. |                                                                    |
| \| Пример \| Описание \| \| ------------ \| ------------------------------------------------------------------ \| \| 1 \| Победитель \| \| 2 \| Второе место \| \| 3 \| Третье место \| \| 5 \| Финишировал, заработав очки \| \| Сход \| Не финишировал, но при этом заработал очки \| \| 12 \| Финишировал, не получив очков \| \| НКЛ \| Финишировал, но не попал в финальную классификацию \| \| 15 \| Участвовал вне зачёта, либо по отдельной классификации \| \| 18 \| Не финишировал, но попал в финальную классификацию \| \| Сход \| Не финишировал \| \| НКВ \| Не прошёл квалификацию \| \| НПКВ \| Не прошёл предквалификацию \| \| ДСК \| Дисквалифицирован \| \| ИСК \| Исключён из протокола соревнований \| \| ТТ \| Заявлен для участия только в тренировках \| \| НС \| Участвовал в квалификации, но не стартовал в гонке \| \| Т \| Травмирован или болен \| \| ОТК \| Отказ от участия \| \| НТР \| Прибыл на соревнования, но на трассу не выезжал \| \| НПР \| Был заявлен в числе участников, но не прибыл к началу соревнований \| \| О \| Соревнования отменены \| \| \| Не участвовал \| \| Поул-позиция \| \| \| Быстрый круг \| \| |                                                                    |
| Пример | Описание                                                           |
| 1 | Победитель                                                         |
| 2 | Второе место                                                       |
| 3 | Третье место                                                       |
| 5 | Финишировал, заработав очки                                        |
| Сход | Не финишировал, но при этом заработал очки                         |
| 12 | Финишировал, не получив очков                                      |
| НКЛ | Финишировал, но не попал в финальную классификацию                 |
| 15 | Участвовал вне зачёта, либо по отдельной классификации             |
| 18 | Не финишировал, но попал в финальную классификацию                 |
| Сход | Не финишировал                                                     |
| НКВ | Не прошёл квалификацию                                             |
| НПКВ | Не прошёл предквалификацию                                         |
| ДСК | Дисквалифицирован                                                  |
| ИСК | Исключён из протокола соревнований                                 |
| ТТ | Заявлен для участия только в тренировках                           |
| НС | Участвовал в квалификации, но не стартовал в гонке                 |
| Т | Травмирован или болен                                              |
| ОТК | Отказ от участия                                                   |
| НТР | Прибыл на соревнования, но на трассу не выезжал                    |
| НПР | Был заявлен в числе участников, но не прибыл к началу соревнований |
| О | Соревнования отменены                                              |
| | Не участвовал                                                      |
| Поул-позиция |                                                                    |
| Быстрый круг |                                                                    |